# Villa Moller
La villa Moller, située à Shanghai, est construite par l'homme d'affaires suédois Eric Moller en 1936. Un hôtel cinq étoiles y est ouvert en 2002.

## Eric Moller
Le Suédois Eric Moller vient s'établir à Shanghai en 1919. Une grande partie de sa fortune est héritée de son père, Nils Moller, qui crée une entreprise de construction navale dans les années 1860 à Hong Kong. L'entreprise familiale est principalement axée sur les navires et la construction navale, puis plus tard dans l'immobilier et l'assurance. L'entreprise fonctionne avec succès à Hong Kong jusqu'aux années 1990. Arrivé à Shanghai, Eric Moller travaille dans le transport maritime, gagnant aussi de grosses sommes d'argent aux courses de chevaux qu'il réinvestit dans des haras. Il est membre du conseil d'administration au Jockey Club de la ville. Plus tard, il crée son propre cabinet immobilier et achète un bateau à vapeur qui va naviguer entre Zhenjiang dans la province de Jiangsu et Shanghai.  

## Historique
En 1936, Eric Moller fait construire la villa au nord-ouest de l'ancienne concession française de Shanghai. Il habite cette maison avec sa famille, dont six enfants, ainsi qu'une ménagerie de chiens et de chats. Quand le Parti communiste prend le pouvoir en Chine en 1949, la famille quitte le pays, abandonnant la demeure. Celle-ci est alors utilisée par le Parti comme bâtiment gouvernemental. Quelques années plus tard, la villa Moller accueille la Ligue de la jeunesse communiste chinoise. Depuis 1989, cette maison considérée comme emblématique est répertoriée au registre des lieux historiques chinois et possède le statut de bâtiment protégé.
En 2001, le Shanghai Hengshan Group est autorisé à restaurer le manoir originel et à l'exploiter sous concession, en ajoutant plusieurs bâtiments. En 2002, un hôtel de charme cinq étoiles est ouvert dans la villa. L'ancien salon du manoir est transformé en restaurant pour les clients de l'hôtel et les visiteurs de passage.

## Architecture

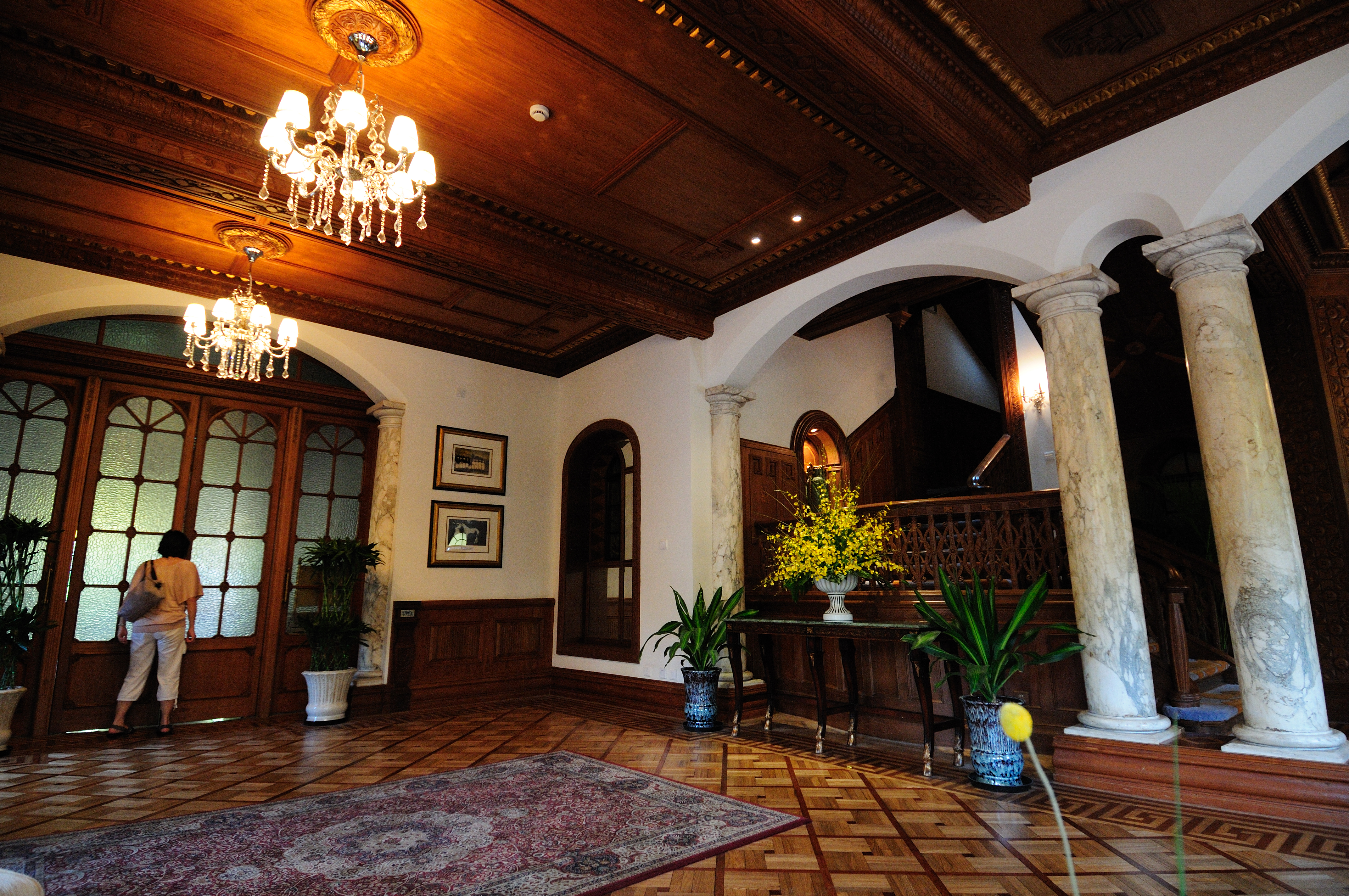
Intérieur de la Villa Moller en 2009.

Le manoir est construit dans un style scandinave, avec des éléments d'inspiration navale et une décoration montrant des influences chinoises.
Certaines fenêtres sont rondes et rappellent les hublots d'un navire. La grille ovale du troisième étage s'inspire également du thème intérieur des navires. Beaucoup de détails architecturaux significatifs viennent de la construction navale.
La décoration s'inspire aussi d'éléments chinois, en particulier deux lions à la porte d'entrée et des antiquités chinoises. Les chambres sont décorées en utilisant notamment des modèles et des dessins chinois.